# Melchior Looser
Melchior Looser (* 14. Mai 1945) ist ein Schweizer Politiker (CVP).

## Leben
Die politische Karriere von Looser hat 1995 mit der Wahl in den Bezirksrat von Oberegg begonnen. Später war er im Grossen Rat des Kantons Appenzell Innerrhoden und präsidierte diesen im Jahr 2002.
Am 25. April 2004 wurde er von der Landsgemeinde im 5. Wahlgang in die Standeskommission gewählt. Das erste Mal seit 1965 war eine Auszählung der Stimmen erforderlich. Dort war er bis 2012 Landesfähnrich und somit Vorsteher des Justiz-, Polizei- und Militärdepartements.
Looser ist verheiratet und war vor seinem Amtsantritt Postauto-Chauffeur und Wirt. Er wohnt in Oberegg.